# 自由主义
自由主義（英語：liberalism）是一種意識形態和哲学，以自由作為主要政治價值的一系列思想流派的集合。其特色為追求發展、相信人類的本性是善良的，以及擁護個人自治權，亦主張放寬及免除政權對個人的控制。更廣泛地，自由主義追求保護個人思想自由的社會、以法律限制政府對權力的運用、保障自由貿易的觀念、支持私人企業的市場經濟、透明的政治体制以保障每一個公民的權利。自由主義重視平等；自由主義相信，人具有相同尊嚴與價值，政府因此應予以平等對待，人並享有基本權利:36。
在現代社會，自由主義者支持以民主共和制或君主立宪制為架構的自由民主制，有著開放而公平的選舉制度，使所有公民都有相等的參政權。自由主義反對許多早期的主流政治架構，例如君權神授說、世襲制度和國教制度等。自由主義的基本人權主張包括生命權、自由權、財產權等。在許多國家，部分持有不同观点的自由主义者主張政府應該藉由抽取富裕階層更多稅賦以提供人們更多的社會福利，創造更為平等和公平均富的社會才能達致自由，这被称为“社会自由主义”，亦被称作“进步自由主义”、“福利自由主义”或“現代自由主义”，偏向左派。原本的經濟自由主義则成為保守主义及右派。一個自由主義者，寬容那不可容忍的，同時堅持寬容作為一種德性:140。
自由主義在啟蒙時代生根；到了現在，「自由主義」一詞已經包含了許多不同的政治思想，以中间派为主体，支持者的政治光譜從左派至右派分布廣泛，主要流派爲中间偏左的社會自由主義和中间偏右的經濟自由主義和強調個人自由权利的自由意志主義。通常社會及群眾壓力最大時最需要寬容；要理性認知，真切關懷和重視人；艱難在必須穿過人們差異分歧，看到人們在最深處分享著共同之人性、需要平等尊重:140-141。

## 词源与涵義

### 词源和用法
英语中的“自由”（liberty）一詞最早起源於拉丁文liber。蒂托·李维在他的巨著《羅馬史》裡描述了羅馬平民階級向貴族階級爭取自由的鬥爭行動。馬爾庫斯·奧列里烏斯在他的《沉思錄》一書裡對此寫道：“……一種主張在政治上應該有著同等權利和同等言論自由的思想，以及一種尊重大多數自由政治的政府……”這種進展在漫長的中世纪裡都暫時停止了，直到義大利文藝復興爭取自由的鬥爭才再度開始，自由城市國家的支持者和教宗的支持者產生了衝突。尼可罗·马基亚维利在他的《論李維》一書中闡述了共和制政府的原則。英國的约翰·洛克和法國啟蒙運動思想家的巨著中敘述了這種爭取自由權利的鬥爭。
《牛津英語詞典》指出“自由”（liberal）一詞在英語中存在已久，意思是“得體、高尚而慷慨的自由人”，以及文科（Liberal arts）一詞代表了“免於受壓抑的言論和行動自由”。這個詞彙本來是貶義詞；但是1776至1788年間在吉本等人的使用下，意義開始轉變為“容忍、免於歧視的自由”而趨向正面。
美國獨立戰爭使美國制定了第一套根基於自由政府概念的憲法，尤其規定了政府應該在人民支持下管理。在法國大革命中較溫和的資產階級者也試圖建立一個根基於自由概念上的政府。經濟學家如亚当·斯密在他的《國富論》（1776）一書中則闡述了自由貿易的原則。自由主義的西班牙语“Liberales”最早出现在1812年的西班牙，当时西班牙自由党用这个词来标榜他们促进立宪政府的决心。
1816年英国的托利党人则首先用带有蔑视的口吻使用“自由主义”一词来贬低对手。1822年，英国文学家和诗人拜伦和雪莱等创办了名为《自由主义》的杂志，但影响甚微。直到19世纪30年代，“自由主义”才被广泛应用。虽然“自由主义”一词直到19世纪初才出现，到19世纪将近中叶才被广泛接纳，但自由主义作为一种人类思想和理论，则有更长的历史。自由主義是19世紀初到20世紀初資產階級的一種政治思潮，以法國的孔斯旦、英國的邊沁和穆勒等為代表；19世紀初提出「自由主義」一詞，把資產階級革命時期的「自由」、「民主」口號，按照資產階級政權確立以後的要求加以修改和補充；主張個人活動和發展完全自由，提倡個人權選舉權和兩院制議會:4956-4957。
到了19世紀晚期，以中间派为主体的自由主義，与右翼保守主义及左翼社会主义一起，成了幾乎所有已開發國家最重要的意識形態。

### 定义的分歧
在以上述及的架構下，自由主義者間開始產生許多深切甚至激烈的爭議和衝突。在這些爭議中，許多流派開始從古典自由主義裡分歧出來。在許多爭論中，各方以不同的用詞來敘述同一種概念、或者以相同的用詞來敘述不同的概念。
自由主義者大都同意的原則為：
- 政治自由主義主張個人為社會和法律的基礎，社會和制度的存在便是為了推進個人的目標，而不會偏袒擁有較高社會地位者。大憲章便是一份宣告了個人權利的地位甚至高於君主特權的政治文件。在政治上自由主義強調統治者與被統治者間的社會契約，在契約下公民制定法律並同意加以遵守。這是根基於相信個人會採取對他們自身最有利的行動上。政治自由主義給予所有成人公民選舉權，無論性別、種族或經濟狀況。政治自由主義強調法治並支持自由民主制。

- 文化自由主義注重個人在道德觀和生活方式上的權利，包括如性自由、信仰自由、認知自由等議題，並保護個人免受政府侵犯其私人生活。约翰·斯图尔特·密尔在他的論文中對文化自由主義巧妙的寫道“個人或群體必需有自我保護的目的才能干涉其他人的自由行為。只有在阻止一個人傷害其他人的目的下，才能正當的阻止其他文明社會成員的自由意圖。而那個人自己的利益，無論是物質上還是精神上的，都不是構成此原則的充分理由”。文化自由主義通常反對政府限制文學、藝術、性、生育、酒、大麻及其他毒品。大多數自由主義者反對政府干涉這些領域，但认为政府可以在宽容同時管制之。荷兰在這方面可視為全世界最自由及宽容的國家。

不過，自由主義也出現了一些有明顯差異的主張：
- 經濟自由主義是一種支持個人財產和契約自由權利的意識形態。這種自由主義的標語是“自由企業”。支持自由放任的市场经济體制，意味著移除法律上的障礙，如貿易的障礙以及政府施加的壟斷和補貼特權。經濟自由主義希望政府對經濟的管制越少越好、或者乾脆沒有管制，一些經濟自由主義者會接受政府限制壟斷和寡占，不過當中也有一些人認為壟斷和寡占正是由政府干預所造成的。經濟自由主義者主張產品和服務的價值應該由個人自由的選擇，也就是市場的力量。一些人則同意政府可以在一些領域扮演壟斷的角色，如維持治安和法庭的服務。經濟自由主義接受由於不平等談判地位的交易而引起的經濟不均等是自然競爭下的結果—只要當中沒有牽涉到強迫的運用。這種形式的自由主義尤其受到19世紀英國自由主義的影響。小政府主義和無政府資本主義都是經濟自由主義的形式。（參見自由貿易、自由化）

- 社会自由主义也稱為改良自由主義、新自由主義（new liberalism），注意勿與中文同譯名的“新自由主義”（neoliberalism）混淆。在19世紀晚期於許多已開發國家浮現，受到杰里米·边沁和约翰·斯图尔特·密尔的功利主义影響。一些自由主義者接受了一部分、或全部的馬克思主義和社會主義的剝削理論以及對於“利益動機”的批評，並認為政府應該利用其權力以改善這些問題。依據约翰·杜威和莫迪默·阿德勒對這種形式的自由主義的解釋，由於個人是社會的基礎，因此所有個人都應該擁有實現目標所需的基本要件，例如教育、經濟機會、遇到無法解決的災害時的保護。對社會自由主義而言，這些要件也被認為是權利的一部分。這些被稱為積極自由的要件，由於必定需要由其他人生產提供，而與古典的消極自由產生差異—消極自由只要求人與人之間不互相侵犯。社會自由主義者認為，確保這些積極自由是保障自由權的必要過程。学校、图书馆、博物馆以及美術館必須由稅賦加以支撐，社會自由主義也支持限制一下經濟間的競爭，如反托拉斯法和最低工資，他們也主張政府應該提供基礎的社會福利，並徵收稅賦以支撐這些福利制度，以此來發揮人們的最佳天賦，並能避免革命的產生。

在經濟自由和社會平等間的爭論就如同自由本身長期來的爭論一樣歷史悠久。普鲁塔克在有關古希臘立法者梭伦的著作裡寫道：“梭倫有著免除他人負債的特權；這是他用以確認公民自由的工具；以法律給予所有人同樣的權利是沒有用的，假如窮人必須犧牲這些權利來換取債務的免除，那麼，他們無論是在司法的法庭上、國家的政務人員上、公眾事務的討論上，只不過是到處對著富人請求和點頭罷了。”
經濟自由主義者視這些積極自由是必然違反消極自由的，也因此是不合法的。他們主張限制政府的角色，當中一些人認為根本沒有政府能運作的功能存在，一些人則認為應該限制政府只提供司法、治安和國防以抵擋外國入侵（小政府主義）。相較下社會自由主義者則認為政府應該扮演提升社會福利的主要角色—提供以下一部分或者是全部的服務：替那些無法自給自足的人提供食物和避難所、醫療服務、學校、退休、對孩童以及殘障者的照顧—包括那些年紀過高而失去工作能力的人在內、幫助自然災害下的受難者、保護少數族群、防止犯罪、補助藝術和科學。為了提供這些服務，限制政府權力的觀念也被拋棄了。兩種自由主義的形式都追求同一種目標—自由—但他們在以何種道路才是最好或最道德的達成自由的路線問題上產生爭議。一些自由主義者強調經濟自由主義，而一些則強調社會自由主義。保守派政黨通常支持經濟自由主義，而反對社會和文化自由主義。
通常，自由主义分为古典自由主义、新自由主义、保守自由主义、社会自由主义等类型，有时也包括自由意志主义、自由意志社会主义。而无政府主义、民主社会主义、社会民主主义、社群主义、自由保守主义等意识形态，它们都支持民主制度和基本的平等并且反对威权主义，虽然在通常情况下不被算入“自由主义”，但在二维政治坐标中也往往会被算入广义上的“自由意志派”。
在所有以上述及的自由主義形式中通常有一個共識，也就是在政府和個人責任間應該有著一個平衡點，而政府在從事這些無法由私營部分做好的事物時應受到限制。所有形式的自由主義都主張以法律保護個人的尊嚴和自治權，也都主張個人的自由行動能夠達成最完美的社會。自由主義在現代世界已廣泛散佈，絕大多數西方國家將個人的自由作為社會的根基。
自由主义者普遍支持实行自由民主制为基礎，社會必須以自由主義为价值。

### 影響的比較
早期啟蒙時代的思想家將自由主義作為與法國大革命前的舊政治制度、封建制度、重商主义以及天主教會的對照面。後來，更多激進的哲學家將他們的思想連結了法國大革命和19世紀的路線，自由主義定義自身為與社會主義和共產主義的對照面，不過現代的歐洲自由主義政黨也時常與社會民主政黨結盟。在20世紀自由主義定義自身為极权主义和集產主義的反面。一些自由主義者還反對注重中立和自由貿易的古典正義戰爭理論，偏向於多國間的干涉主義和集體安全概念。
部分自由主義者主張限制政府的權力。最極端的反中央集權自由主義者如赫伯特·斯宾塞、弗雷德里克·巴斯夏和古斯塔夫·德·莫利納里，有時候被認為是無政府主義或是自由意志主義的形式。
現代有些自由主義者主張，為了保護個人的權利，政府的存在是必要的，甚至應該合理擴張政府的權力。最近自由主義則開始與那些追求由信仰價值穩定社會的人產生衝突，如伊斯蘭教基本教義派便全盤排斥自由主義。

## 思想發展

### 起源

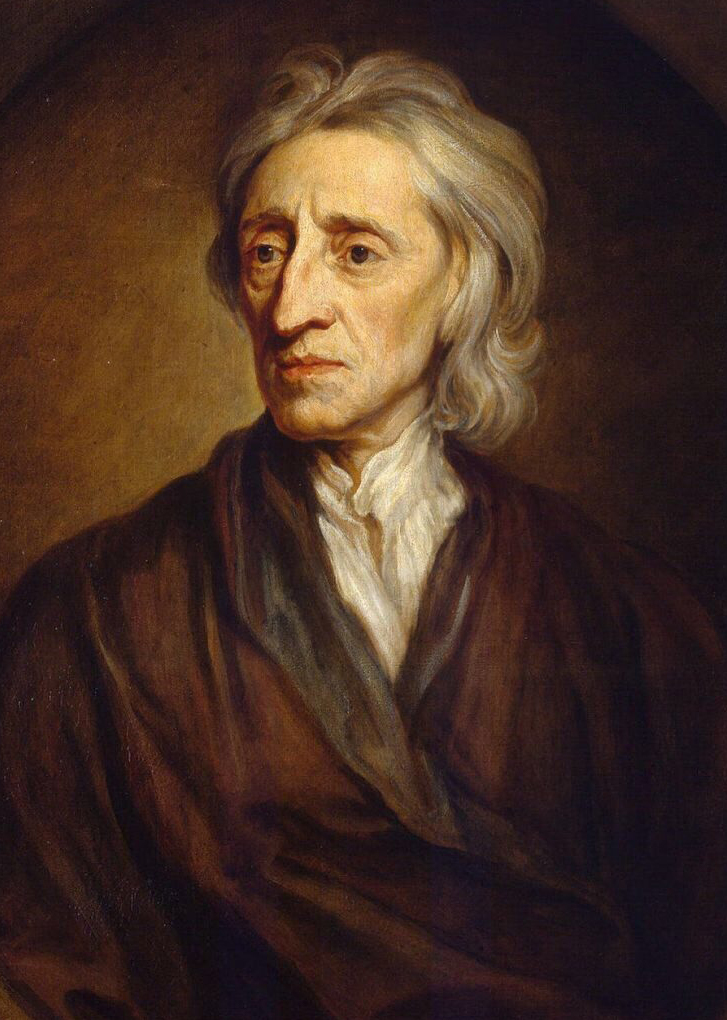
约翰·洛克

強調“自由”為人類之必要權利的政治在歷史上不斷重複。如以上所述及的古羅馬庶民和貴族間的衝突以及意大利城市與教廷國間的鬥爭。在整個15世紀佛罗伦萨和威尼斯的共和政體組成了選舉制度、法規和對成為自由企業一事的追求，直到於16世纪被其他外部勢力支配為止。荷蘭人抵抗（西班牙）天主教的鎮壓也經常發生—儘管他們也拒絕給予天主教徒自由。
作為一種意識形態，自由主義最早可以追溯至文藝復興時期人文主义對於国教權威的對抗。以及英國光荣革命中的輝格黨人聲稱人們擁有選擇君王的權力，可以視為宣揚人民主權的先驅。不過，一般到了啟蒙時代這些運動才開始被認定為真的“自由主義”，特別是英國的輝格黨人、法国的哲學家、以及邁向自治的北美洲殖民地。這些運動反對君主專制、重商主義以及其他各種宗教的正統和政教勢力。他們也是第一個將個人權利的觀念以法規加以闡述，以及同樣重要的以選舉的議會制來達成自治。
而自由主義開始產生明確的定義，是在提出了自由的個人能夠組成穩定社會的根基的概念後。這個概念首先在约翰·洛克（1632-1704）的作品裡提出，在他的《政府論》中他提出了2個基本的自由概念：經濟自由，意味著擁有和運用財產的權利，以及知識上的自由，包括道德觀的自由。不過，他並沒有將他在信仰自由上的觀點延伸至天主教徒。洛克助長了早期自然權利的觀念，將其定義為“生命、自由和財產”。他的自然權利觀念成為現代人權觀念的先驅。不過對於洛克而言，他認為財產權比參與政府和公眾決策的權利更為重要：他並沒有替民主背書，因為他擔心給予人民權力將會破壞財產權至高無上的地位。無論如何，自然權利的觀念替後來的美國革命和法國大革命提供了意識形態上的根據。

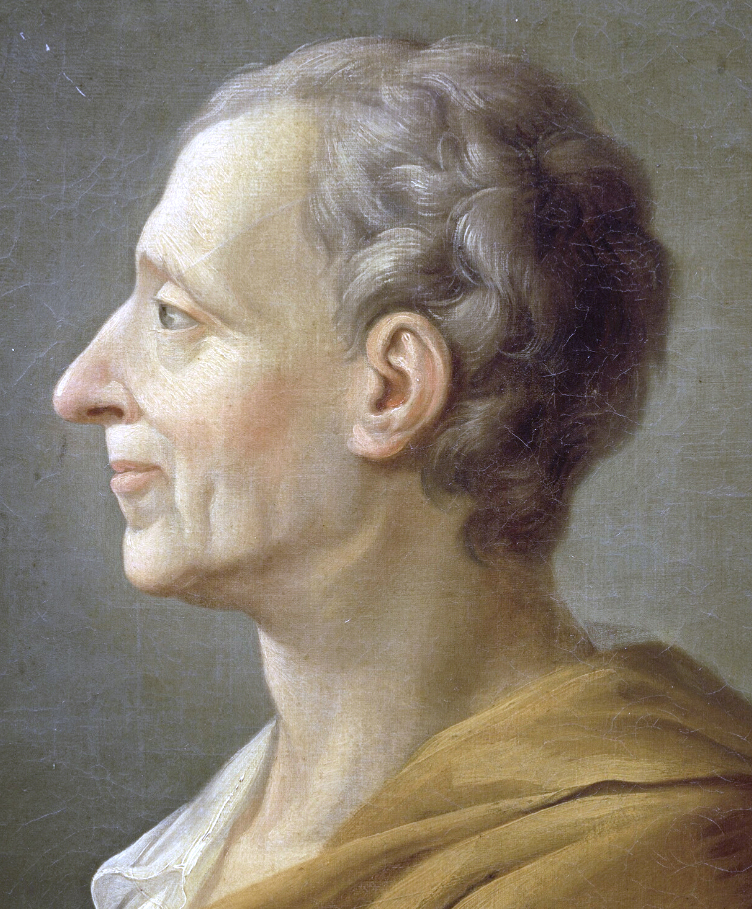
孟德斯鳩

在歐洲大陸，以法律限制君王權力的原則最早由孟德斯鳩所闡述，他在《論法的精神》一書裡主張“更好的說法是，與自然狀態最一致的政府，便是與人民的性情和性格最為吻合，在人民支持下建立的政府”而不僅是以統治的力量來作為政府的狀態。跟隨著孟德斯鳩的想法，政治經濟學家如讓-巴蒂斯特·賽伊和德斯蒂·德·特拉西熱烈的闡述市場的“和諧狀態”，或許也是因此而產生了自由放任一詞。這也牽涉到了重农主义以及让-雅克·卢梭的政治经济学。
接下來法國的啟蒙運動也出現了兩名對自由主義思潮產生巨大影響的人物：伏爾泰主張法國應該採納君主立憲制，並廢止“第二階級”（Second Estate），以及主張人類擁有自然權利的盧梭。兩人都以不同的形式，主張社會有可能抑制一個人的自然權利，但卻不能抹滅他的自然狀態。伏爾泰的觀念較偏向智慧上的，而盧梭的觀念則與本質的自然權利有關，或許類似於德尼·狄德罗的觀念。

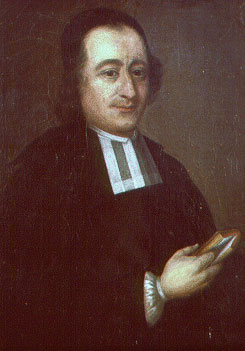
安德斯·屈德紐斯

盧梭也主張一種在自由主義思潮的歷史上不斷出現的觀念，那就是統治者和被統治者間的社會契約。他將此立基於個人的自然狀態上，並聲稱每個人都知道要如何採取對他們最有利的行動。他聲稱每個人生下來都是自由的，但教育將能充分的將他限制在那個社會的規範裡，這個說法震搖了當時的君主社會。他宣稱國民有著根本意志（organic will）的民意，主張應該讓人民自決，這也違反了當時的政治傳統。他的觀念成為了法國大革命中國民大會宣言的重要成分，也影響了美國的思想家如本傑明·富蘭克林和托马斯·杰斐逊。他的觀點認為國家的統一是經由人們同意的協定行為產生的，或者是經由“國民的意志”產生的。這樣的統一行為能讓國家在不受既有社會秩序（如貴族政治）的綑綁下存在。
替自由主義思潮貢獻了相當大一部分作品的主要思想家團體是那些和“蘇格蘭啟蒙運動”有關的人物，包括大卫·休谟和亚当·斯密，以及德國的啟蒙運動哲學家伊曼努尔·康德。

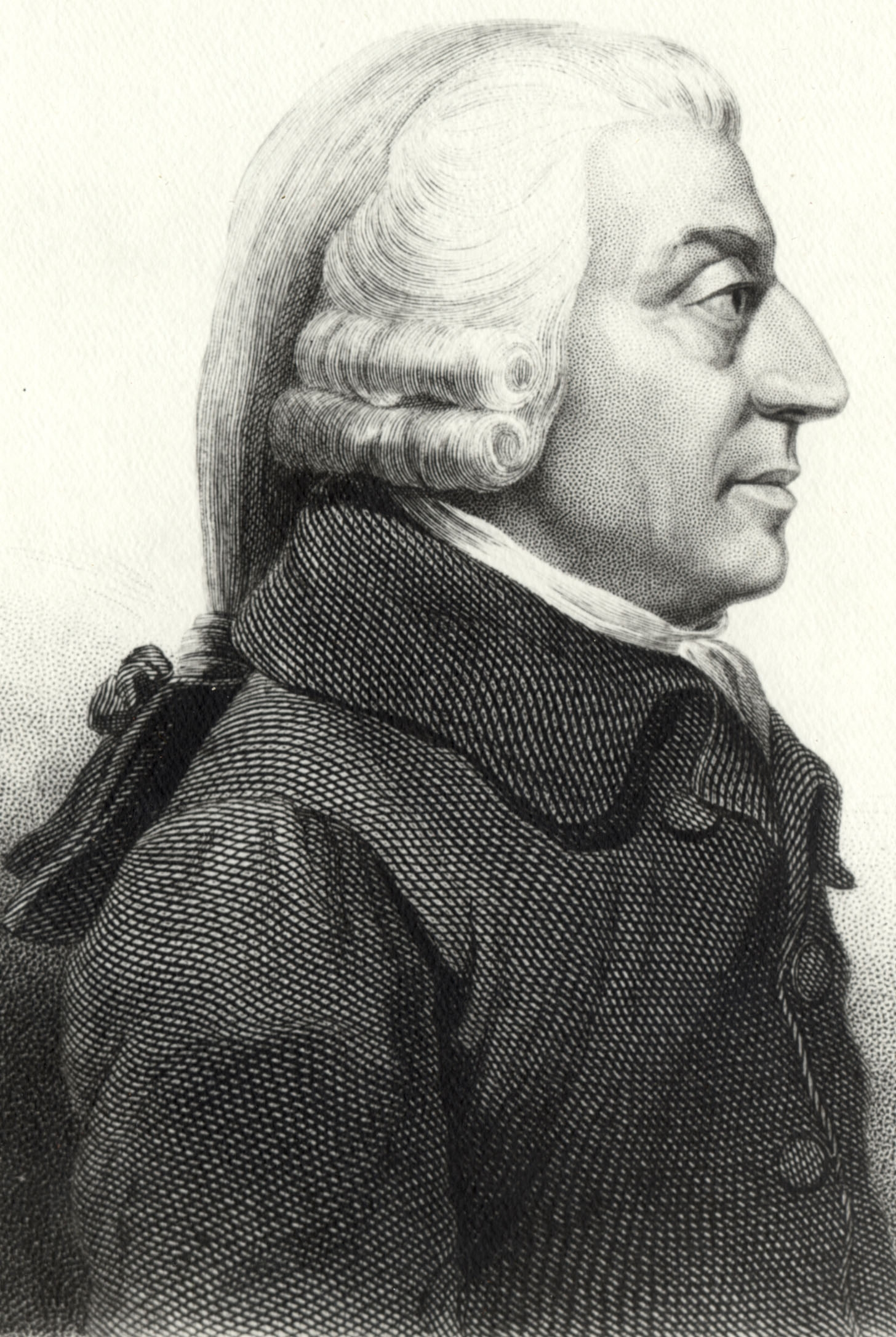
亚当·斯密

大卫·休谟所貢獻的類別和數量都相當多，但最重要的是他於《人性論》（1739-1740）一書裡所主張的，人類行為的根本慣例將會戰勝那些試圖限制和管制他們的事物。當中的一個例子便是他對重商主義的輕蔑，以及輕蔑累積黃金和銀塊的行為。他主張價格與貨幣的數量有關，而累積黃金和紙幣的行為只會導致通貨膨脹產生。
雖然亞當·斯密是最知名的經濟自由主義思想家，他並非第一個提出類似概念的人。更早的法國重农主义便已提出有系統的政治經濟學研究，以及市場能夠自我組織的狀態。本傑明·富蘭克林在1750年的著作中支持美國產業的自由。1718年至1772年在瑞典-芬蘭的自由和議會政府則產生了芬兰國會議員安德斯·屈德紐斯，他是最早提出自由貿易和產業不受管制的概念的人之一。他的概念對北歐國家特別有著長期的影響，但稍後也於別的地區產生巨大的影響。
蘇格蘭人亞當·斯密在他的學說中，闡述了個人能夠建立同時有著經濟和道德價值的生命，無須政府指引。而一個國家的公民若能擁有自由採取行動的權利，則那個國家將會變的更為強大。他主張終結封建制度、以及由國家壟斷獨占的重商主義管制，提倡“自由放任”的政府。在他的《道德情操論》（1759年）一書中，他發展了一套以動機為主的理論，試圖調解人類私利和無管制的社會秩序。在《國富論》（1776年）一書中，他主張市場在一些狀況下，將能自然的調節自身的問題，並且能產生比當時飽受管制的市場更為有效的狀態。他分配給政府的角色是一些無法交由利益動機託管的工作，例如能使個人免受暴力和詐騙行為終止競爭、貿易和生產的保護。他對於稅賦的觀點是，政府只能徵收不會傷害到經濟的稅賦數量，而“每個人繳納給國家的稅賦比率，應該取決於他在國家的保護下所賺取的收入多寡而定。”他同意大卫·休谟的看法，“資本”才是國家的財富來源—而不是黃金。
伊曼努尔·康德則受到大卫·休谟的實驗主義和理性主義的強烈影響，他對自由主義思潮最大的貢獻是在倫理學的領域上，他提出了絕對命令的概念。

### 革命
不過，在以上思想家所屬的時代，君主政體、階級制度的社會以及國教體制都相當普遍。雖然稍早的英國內戰中在1649年至1660年間產生了共和政體的英格兰联邦，但對於普通平民也能擁有自由權利的概念一直停留在理論階段，直到美國和法國的革命才開始進入實踐階段（1688年的光荣革命時常被舉為先例，但這只是將一個君王換做另一個君王。不過這個革命也削弱了君王的絕對權力並鞏固了英国国会的力量）。共和政體的激進主張影響了18世紀晚期的這兩次革命，也影響了接下來各地的自由革命。兩者都以他們的哲學來正當化人權和權利賦予的主張，兩者都排斥既有的傳統和權力。

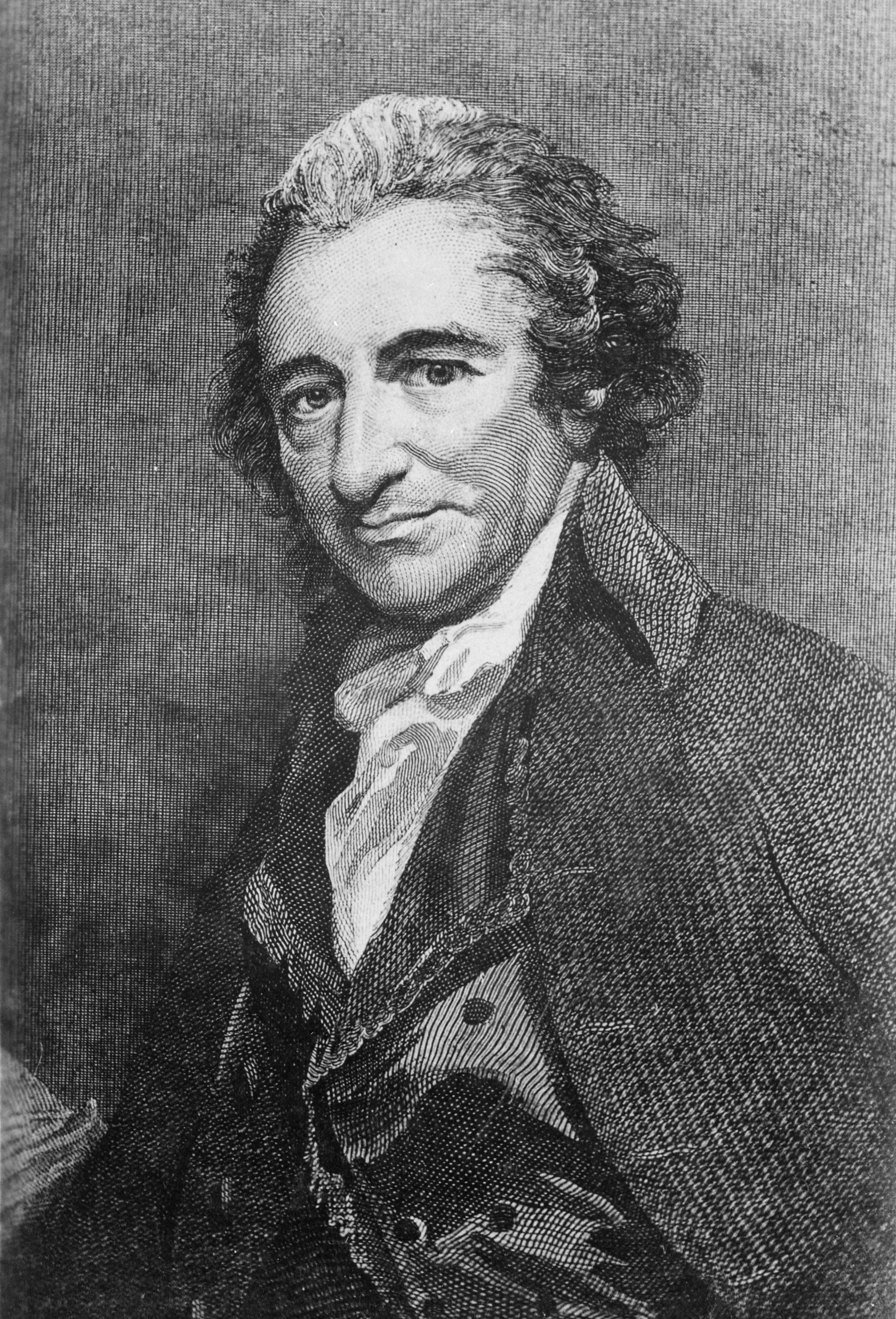
托马斯·潘恩

在美國革命中，托马斯·潘恩、托马斯·杰斐逊和约翰·亚当斯以生命、自由、追求幸福為名義號召美國人反抗英國，這些都是對於洛克理念的共鳴，只有一項有變（亞歷山大·漢密爾頓則反對改變）—傑佛遜更改了洛克的“財產”一詞改以“追求幸福”代替之。這場“美國實驗”的革命以建立民主政府和個人自由為目標。
詹姆斯·麦迪逊是美國接下來一個世代的傑出政治理論家，他主張共和體制的自治政府依靠著一套“利益制衡利益”的機制，以此保護少數人的權利—尤其是經濟上的少數。美国宪法制定了一套監督和制衡的制度：聯邦政府制衡地方州政府的權利；行政部門、立法部門和司法部門以及兩院制立法機構互相監督制衡。這樣做的目標是為了避免權力集中在其中一方的手上，以保護各自的自由。常備的軍隊是無法加以信任的，因此保持民兵便足以提供防衛，同時也由政府維持一支海军以保護海上貿易。

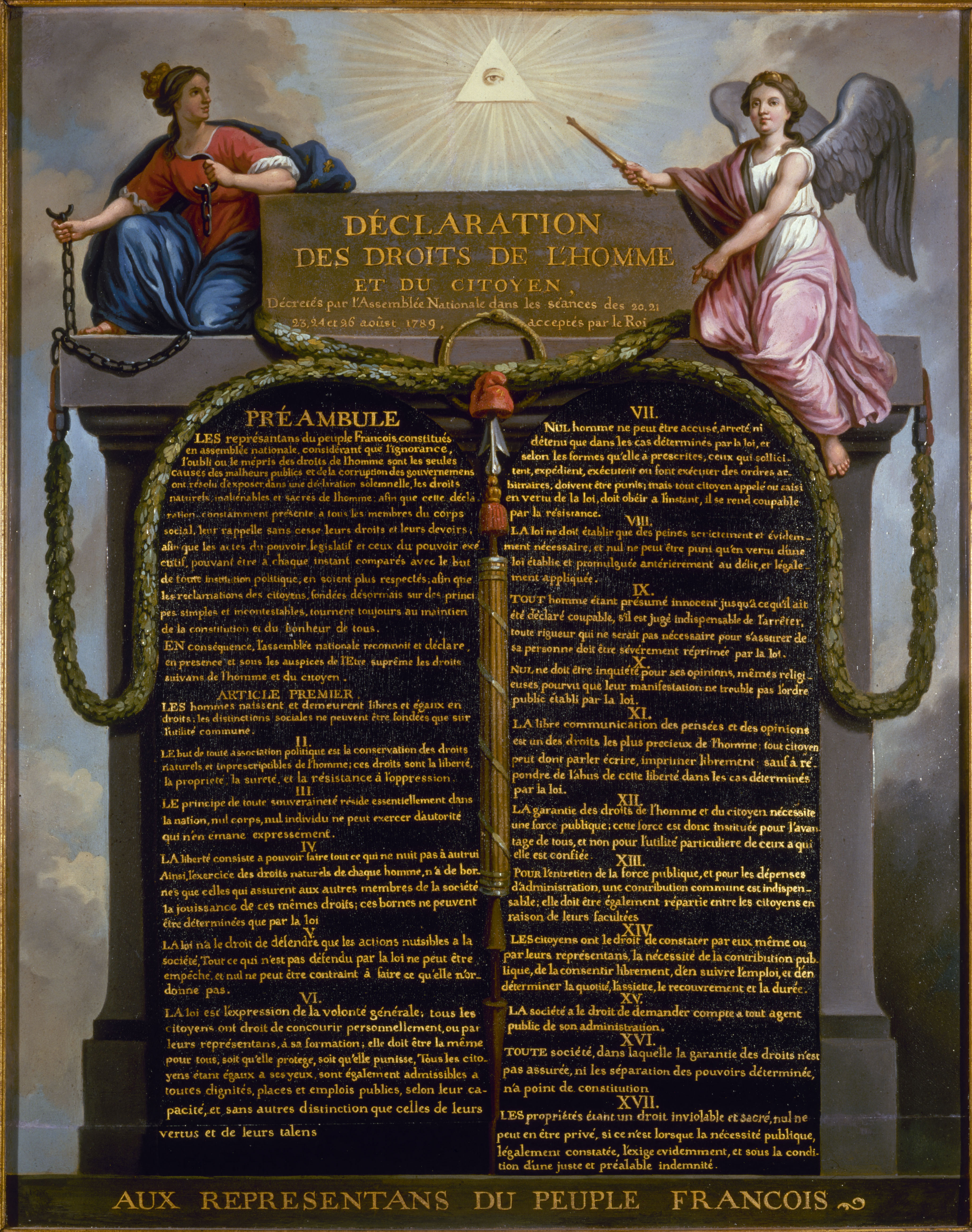
法國《人权和公民权宣言》

法國大革命經過幾十年实践，最終推翻了君主制度、貴族階級以及天主教的國教地位。比起美國革命，法國大革命更激烈、也較少妥協。由資產階級和農民組成的第三等級宣布成立“國民議會”並宣稱他們代表了法國人民。自由主義的思想領導了第一年的革命，但在革命邁向穩定的過渡期中卻不如美國那般順利。一些早期革命運動的領導人，如曾經參加美國獨立戰爭的拉斐德侯爵，也在革命成功後返回法國以散佈英裔美國人的自由思想。在接下來的法國大革命中，由罗伯斯庇尔領導的雅各賓派逐漸集中權力，在雅各賓派掌權時省去了正當法律程序的步驟，開始恐怖統治。混亂導致了與原本建立共和憲政體初衷完全不同的結果，拿破仑·波拿巴從陸軍司令一路竄升至執政官、皇帝，後來他臨終前他承認：“他們希望出現另一個華盛頓”，意味著法國人民原本希望出現一個能以軍事手段建立新國家、但卻不會建立另一個王朝的人。然而，法國大革命在一些自由主義思想上比美國革命進展更大，例如賦予全體男性投票權、全國性的公民權，並且宣告了與美國权利法案相等的人权和公民权宣言。拿破崙發動的一系列軍事戰役的目標之一，便是為了將這些理想傳遍歐洲。

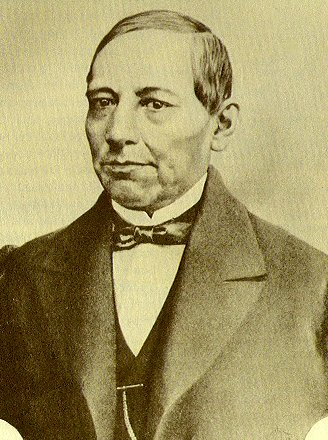
胡亚雷斯

美國和法國的事蹟也被許多其他國家跟隨。拿破崙的軍隊在1808年篡奪了西班牙的君主專制政體，使得自治論和獨立運動傳遍拉丁美洲，使殖民時期的許多地區從原本由君主和神職人員掌權的社團主義政體轉變為自由主義思想的政體。在南美洲由西蒙·玻利瓦尔等人為首的革命運動追求制憲政體、個人權利和貿易自由。自由主義和社團主義保守派之間繼續在拉丁美洲鬥爭了整個世紀，類似墨西哥胡亚雷斯領導的反教權自由主義運動在南美洲各地對抗天主教的絕對權威。
在轉型為自由社會的過程中，一些歐洲國家有時會藉革命或分離運動的暴力手段，爭取自由的革命在19世紀前期遍佈歐洲。不過在英國和一些國家，這些過程是由政治手段而不是革命達成—儘管過程也不是很平靜。在法國大革命中反神權政治的暴力也被許多人反對，當時法國的許多自由主義人士也是雅各賓派恐怖政治的受害者。
隨著浪漫主义的到來，自由主義的概念從原本改革現有政府的主張，變為要求全盤的改變。美國革命和法國大革命將民主的價值增加至自由主義的思想內。在這個概念裡，人民擁有國家的主權，並有權制定所有法律並執行之，進一步的推進了啟蒙時代以來的概念。不再僅僅是要求在國家內人民擁有主權，更進一步主張國家的權力是來自每個人的自然狀態（自然法）、由上帝所賦予的（冥律）、或者經由契約（“獲得被統治者的同意”）。這使得自由運動與專制秩序的鬥爭更難以妥協，並正當化了暴力的產生。
自由主義對契約自然狀態的概念在這時必然受到了壓力。第一波自由主義思想家的基本概念是個人簽署契約並擁有財產。這個概念在今天看來並不特殊，但在那個時代，絕大多數的法律都將財產定義為屬於家族或是特定人物—例如“家族的領導人”的。這種責任根基於封建的忠誠和個人效忠綑綁上，而不是根基於產品和服務的交換上。逐漸地，自由主義思想開始引入自願協議和同意才是合法政府及法律根基的概念。這個概念是盧梭的社會契約論點的進一步延伸。
在1774年至1848年之間有許多革命陸續爆發，每一波革命都要求越来越大的個人自由權利優先地位。這些革命也越來越要求自治。而這可能導致分離——這成為了一種重要的概念，終結了西班牙在美洲的殖民帝國控制，以及美國的革命。歐洲的自由主義者，尤其是在1793年的法國首部憲法後，開始將多數統治（特別是無產階級者）的民主視為是對個人財產的一種威脅，因此主張應該限制有著一定數量財產的人才能擁有公民權。後來的自由民主主義者如亞歷西斯·托克維爾則反對這種限制。在一些封建財產依然保持支配狀態的地區，自由主義者通常支持統一以達成自由的目標，最好的例子便是德國和義大利。同時教育的重要性由於身為革命的一個環節，從伊拉斯谟開始便不斷被自由主義者強調，並逐漸成為自由觀念的重點。
自由主義黨人在許多君主政體的歐洲國家鼓動建立議會政治、增加代表權、擴張選舉權、以及建立制衡君主權力的力量。這些政治自由主義通常源於經濟自由主義，也就是希望終結封建特權、同業工會或皇室壟斷、對所有權的限制和對外國貿易和公司的限制。然而隨著時代變遷，這些改變甚至也被視為是獨裁的，如在土耳其、俄國和日本。由於俄羅斯帝國被經濟和軍事的失敗所拖垮，1905年至1917年間由自由派掌控了杜馬（俄國國會），並展開了對抗沙皇政府的革命。這種形式的自由主義革命的另一個例子，是厄瓜多尔在1895年由埃洛伊·阿尔法罗領導的“激進自由主義”，試圖推翻宗教政府、開放婚姻法、以政府開發經濟和公共建設。

### 争议与讨论

#### 經濟自由主義抗衡社會自由主義
工业革命大量增加了人類的物質富裕，但也對傳統社會秩序產生徹底的分裂，並帶來了新的社會問題如污染、個人與其群體社會的疏離、城市內的擁擠和童工的出現。物質和科學的進步提升了人類的壽命並減少必死率，使世界人口戲劇化的增長。這也導致了勞工過多的趨勢，造成了工資的下降，但也不一定會降低生活的標準。米爾頓·佛利民指出這個時代造成的現象不是貧窮人口增加，而是“貧窮現象更顯而易見”。經濟自由主義者如約翰·洛克、亞當·斯密認為工業社會會自行調整這些問題而無需政府干預。在19世紀，自由民主制國家的投票權都普遍延伸了，而這批新獲得選舉權的公民往往投票支持由政府干預來解決那些他們日常生活遇到的問題。識字率和知識散布的增加也導致社會上出現更多各種形式的激進主義者。社會自由主義者要求以法律來取締童工、限制最低工資和工作環境的安全。自由放任的經濟自由主義者則反駁認為這樣的法律是對生命、自由和財產權的不公平要求，更不用說這樣會妨礙經濟發展。也因此自由主義內部開始產生爭議。經濟自由主義者強調經濟上的自由，並希望縮小政府的規模。然而社會自由主義者強調的是機會的均等，並希望擴大政府的規模以保護公民免受經濟和自然狀態的困難所產生的後果，他們認為那些問題的嚴重只能由政府來解決。在19世紀中旬社會自由主義因此和古典自由主义分裂，成為自由主義內部第一次意義重大的分裂。
到了19世紀末期，自由主義內部的社會自由主義部分開始增長，他們主張為了維護自由，每個人都應該擁有實現目標所需的基本要件，包括免於遭受剝削的保護、以及受教育的權利。在1911年霍布豪斯出版了《自由主義》一書 ，總結了新的自由主義，包括由政府介入經濟，以及所有人在交易時應享有平等地位的權利。
同時，自由主義中反中央集權的部分依然存在，並且也變的越來越激進，主張無政府主義的形式。

#### 自然權利與功利主義

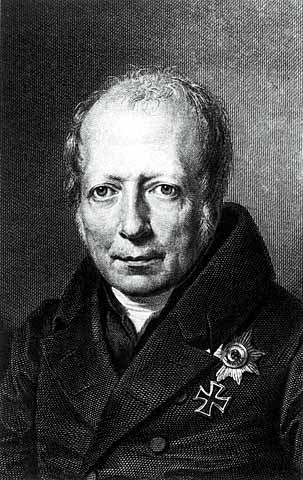
威廉·馮·洪堡

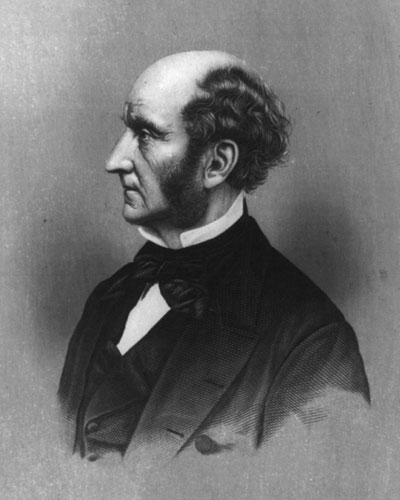
约翰·斯图尔特·密尔

德國的威廉·馮·洪堡在他的著作裡發展了一套現代自由主義的概念The Limits of State Action。约翰·斯图尔特·密尔則在他的著作裡普及並擴張了這些概念。他反對集產主義，但仍然強調個人生活品質的重要。他也同情爭取婦女選舉權的運動以及勞工的聯盟。
密爾對自由主義最重要的貢獻是他以功利主义來正當化自由主義。密爾將自由主義的想法根基在現實的手段和實踐上，使得主觀的自由概念能從让-雅克·卢梭的傳統思想和约翰·洛克以權利為根基的哲學統一起來。相當諷刺的，密爾或許是歷史上最後一個古典自由主義者，他的功利主義是造成古典自由主義普及度下跌的主要因素。功利主義對公共利益的概念造成個人權利的重要性開始被掩蓋。密爾主張提供個人物質、教育和道德的環境，以使個人自由成長。

#### 自由主義和民主
自由主義和民主間的關係可以由溫斯頓·邱吉爾的一句名言來形容：“……民主是政府的最壞形式，但例外的情況是，在嘗試過其他形式皆行不通的時候……”簡而言之，民主就其本身而言除了是對個人自由的保證外，無異是群眾的暴政罷了。新的自由民主制一詞則主張了兩者間較現實上和諧的關係。自由主義者在專制政府被推翻後，又開始與新的由多數同意組成的政府奮鬥。多數同意的概念成就了民主制度，在同時自由民主主義者又擔心暴民政治的產生，也因此在自由民主制的憲法裡建立了監督與制衡的系統，藉由劃分權力至幾個不同的部門以限制政府的權利。對自由主義者而言，民主並非是他們本身的目標，而只是一種保障自由、個人和多樣性的手段。

#### 戰爭與和平
另外一個於19世紀末期在自由主義者間產生的爭議便是有關戰爭與和平的態度。古典自由主義強烈反對帝國主義—這在現在被稱為反干涉主義。格勞秀斯的正義戰爭理論是自由主義對戰爭的標準門檻，英國的自由主義者也譴責英國政府擴張帝國的行為。在美國，托马斯·杰斐逊總結了不干涉主義：“與任何人自由貿易；不與任何人結盟”。在第一次世界大戰後，伍德罗·威尔逊總統拋棄了正義戰爭的理論，威尔逊提倡集體安全的概念—主張一個由國家間組成的聯盟應該阻止那些發動侵略的國家。威爾遜創建了國際聯盟，但美國自身卻由於國會否決而沒有加入，但這個概念稍後也形成了聯合國。絕大多數今天的自由主義者反對一個國家對另一個國家發動單邊戰爭—除了自我防衛的戰爭外。許多則接受多邊的戰爭，由類似聯合國的架構所發動以阻止种族灭绝。一些人則認為即使沒有多國的同意、或類似北約架構的同意，也可以在阻止種族滅絕的目的下發動戰爭。

### 自由主義與經濟大恐慌

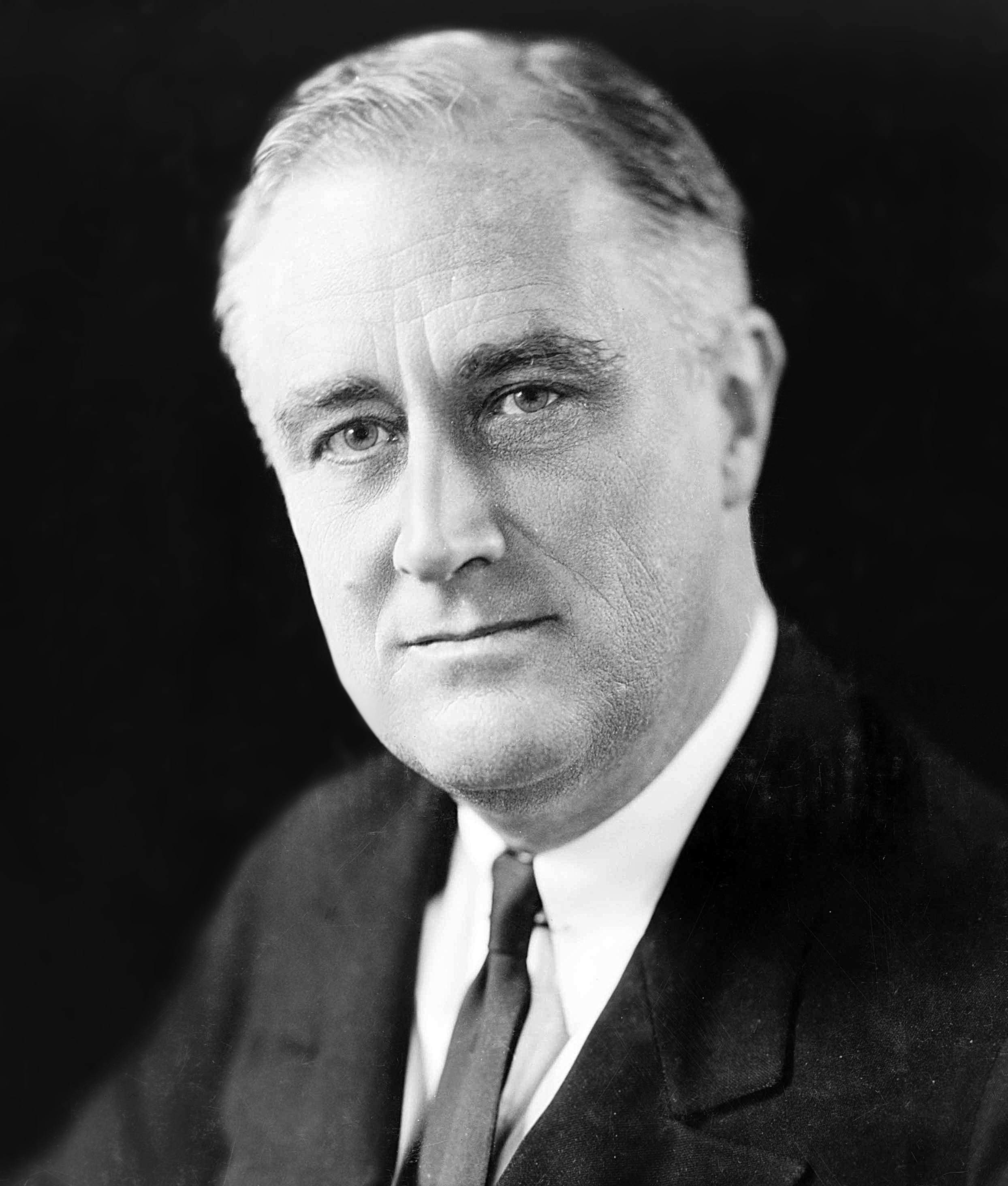
富兰克林·德拉诺·罗斯福總統是美國1930年代推行新政的重要人物，徹底改變並至今影響美國的政治及經濟格局

1930年代的經濟大萧条震撼了公眾對於“不受限制的資本主義”（Unregulated Capitalism）及“利益動機”的信心（不過對於當時所奉行的意識型態是否真的是自由放任資本主義仍然有著許多爭議，有説法認為當時美國所奉行的放任資本主義以關於薩伊定律的理論為依據，只重視生產產品的供應方及為其提供資金的投機者，而且嚴格限制銀行的規模，導致銀行在資金不足時難以向其他銀行借款，導致經濟狀況惡化，又在農業方面上奉行貿易保護主義，使得本國企業與外國企業之間的貿易減少，這與反對干預市場的自由放任資本主義不同），使得許多人開始認為無秩序的市場不能產生經濟繁榮和避免貧窮。許多自由主義者開始憂慮政治的不穩定，以及一些在他們看來是因為貧富不均擴大而造成的對自由的限制。富兰克林·德拉诺·罗斯福總統受到社會自由主義所影響，創立了進步自由主義並實施新政政策，進步自由主義主張建構更精密的政府制度作為保衛個人自由的堡壘，在延續資本主義的同時也需保護公民免於過度的貧窮。一些放任自由資本主義者如哈耶克在他的著作《通往奴役之路》中反對這種主張，他宣稱經濟大恐慌和第二次世界大戰是個別的事件，由此造成的政府角色的改變，卻是不正當的。
布連塔諾、约翰·梅纳德·凯恩斯、约翰·杜威、霍布豪斯等重要的思想家聲稱政府應該在避免轉向至社会主义的同時也干預一下經濟。這些自由主義者所發展出的意識型態被稱為福利自由主義（也被稱為“新自由主義”（new liberalism），但注意勿與最近出現、中文同譯名的“新自由主義”（neoliberalism）混淆）。福利自由主義排斥徹底的資本主義，同時也避免社會主義內的革命成分。约翰·梅纳德·凯恩斯尤其對全世界的自由主義思想有著重要影響。英國自由黨尤其受到凱恩斯理念的影響，國際自由主義政黨聯盟國際自由聯盟同樣受到極大影響。在美國，受舊凯恩斯主义所影響的富兰克林·德拉诺·罗斯福實行了新政，使得福利自由主義一詞開始與美國自由主義相混淆。
其他自由主義者，包括弗里德里克·哈耶克、米爾頓·佛利民、路德維希·馮·米塞斯，則聲稱經濟大恐慌並非“自由放任主義”造成，反而是政府對市場過多的干預和管制造成。在佛利民《資本主義與自由》一書裡，他闡述當時美國政府在大恐慌前就已沉重地管制經濟，而對銀行的管制造成銀行無法向市場上回應貨幣的需求。而且，美國聯邦政府限制了貨幣兌換黃金的匯率，起初這種限制導致了大量黃金過剩，但之後這種限制又降得太低導致大量黃金流出美國，佛利民和哈耶克都認為這種無法回應貨幣需求的限制使銀行喪失處理能力，在限制黃金和貨幣匯率的同時卻沒有修正通貨緊縮的壓力，結果導致經濟大恐慌。他以這個論點提出進一步的觀點，即美國政府提升稅率的舉動造成了對民眾更大的傷害，接著又印製更多鈔票來償還債務（因此又導致通貨膨脹），這些失誤加起來便徹底摧毀了中產階級的儲蓄。

### 自由主義對抗極權主義
在20世紀中旬，自由主義開始定義自身為極權主義的對立面。極權主義這一名稱是由義大利哲學家乔瓦尼·秦梯利最先使用的，用以描述贝尼托·墨索里尼所建立的法西斯政治和社會系統。史達林和德國納粹主義也同樣適用此名稱，在戰後此名稱成了自由主義者對法西斯主義和马列主义政權的普遍形容詞。極權主義政權主張並且實行對整個社會的中央集權控制，以達成理想中繁榮和穩定的目標，極權主義通常宣稱其國家和人民正受到其他威脅（如“外國勢力”），以替獨裁政權辯護。對極權主義的反抗成了自由和民主思想的重要部份，極權主義政權也常被描繪成試圖摧毀自由民主。不過一些自由主義的對手也非常反對將意識形態兩極的法西斯主義和共產主義看作是一回事。
在義大利和德國，民族主義的政府連結了國家與大企業間的關係，並且宣傳自身國家民族在文化和種族上的優秀，而侵略他國將能使他們獲得應得的“陽光之土地”。在這些極權主義國家裡，宣傳機器通常宣稱民主是軟弱而無法達成大成就的，只有非凡的領導人才能帶來他們必要的紀律。在蘇聯，控制了國家的共產主義政權以追求經濟和社會正義為藉口禁止私人財產，政府並對整個國家實行计划经济。共產政權主張個人的利益是與社會階級相連結的，以此為藉口迫害反對派以及共產黨內的反對者，並濫用嚴厲的刑法來處置反對者。
極權主義的崛起成了自由主義的反照面，許多自由主義者開始分析極權主義及其追隨者的信仰和理論，他們最後推論出，極權主義能崛起的原因在於人們身處太過惡劣的環境，因此轉向支持極權主義以尋求解決辦法。由於這樣的結論，一些人開始認為國家應該有保護經濟情況的職責，如同以赛亚·伯林所說的：“狼群的自由就意味著羊群的死亡”，也因此越來越多自由主義者開始主張政府應該扮演穩定經濟發展的角色。
其他支持資本主義和自由市場的自由主義者，則主張極權主義的崛起正是因為越來越多政府管制造成的。哈耶克在他的著作《通往奴役之路》一書中，主張極權主義獨裁者崛起是由於政府太干預和管制市場，造成政治和公民自由的喪失而導致的。哈耶克也對英國和美國因為受到凱恩斯學派影響而建立的經濟控制制度提出警告，認為那將會導致相同的極權主義政府產生—而那正是凱恩斯學派所極力避免的。哈耶克認為極權主義政權如法西斯、納粹和共產主義都是同樣的極權主義流派；因為這些政權都試著抹滅經濟的自由。對哈耶克而言他認為抹滅經濟的自由即代表抹滅政治的自由，因此他相信納粹和共產主義間的差別僅僅是名稱上的不同罷了。
弗里德里克·哈耶克和米爾頓·佛利民主張，經濟上的自由是公民和政治自由所不可或缺的要件。哈耶克認為，只要政府試著以政策來控制個人的自由（如杜威、凱恩斯和羅斯福主張的政策），相同的極權主義後果也可能發生在英國（或任何其他地方）。一些古典自由主義的研究機構如加拿大傾向自由市場保守派的弗雷澤研究所（Fraser Institute）、美國傾向自由市場保守派的美国传统基金会以及《华尔街日报》也指出，在經濟自由、政治自由和個人自由之間的確有著如哈耶克所言的連結存在。他們同意哈耶克的說法，限制經濟自由的國家最後必然會開始限制公民和政治的自由。
極權主義的批評者中最具影響力的人之一是卡尔·波普尔。他在《開放社會及其敵人》一書中他替自由民主制辯護，並提倡开放社会的概念，在這個概念中政府能以不流血的方式達成改變。波普尔主張人類累積知識的進程是無法預料的，因此理想政府的理論是不可能存在的。因此政治制度必須是能夠變通的，以使政府的政策能隨著社會的需求而調整適應；尤其是應該鼓勵多元和多元文化政策。

### 二戰後的自由主義
在許多西方國家，自由主義處於保守主義政黨與勞工階層政黨的夾縫中。舉例而言，英國的自由黨變成了少數黨。同樣的過程在許多其他國家發生，社會民主主義的政黨領導了左翼，而擁護商業的保守主義政黨領導了右翼。
在戰後的自由主義中，現代自由主義開始佔據支配地位。現代自由主義連結了現代主義和進步主義的概念，主張確保民眾擁有足夠的經濟和教育財產是對抗極權主義威脅的最好方法。這個時期的自由主義者主張，藉由自由制度的啟發，將能最大化個人的自由並達成自我實現。這個時期的自由主義作家包括經濟學家約翰·加爾布雷斯、哲學家约翰·罗尔斯和社會學家拉尔夫·达伦多夫。也是在這個時期，一個堅持政府不該干預經濟、否則便是背叛自由原則的流派也產生了，自稱為自由意志主義，這個運動以奧地利經濟學派的思想為中心。
另一個自由主義內的重要爭論，在於身為社會共同體的人們是否有著積極自由、以及是否有權利要求共同體的保護以免於他人錯誤行為的傷害。對許多自由主義者而言答案是肯定的：身為一個國家、地區和政治上的成員，個人有著積極自由，並且有權期待來自這些共同體的利益和保護。共同體的成員有權利要求他們的共同體對經濟制定某些程度的管制，以免經濟的增長和下跌操縱於某些個人手中。而如果個人有參與公職的權利，那他們也有權利要求受教育以及來自社會的保護—亦即免於遭受他人歧視的權利。其他自由主義者的答案則是否定的：個人並沒有所謂身為共同體成員的權利，因為這樣的權利將會與其他社區成員根本的“消極”權利產生衝突。
在1970年代後，“自由的回擺”（liberal pendulum）開始遠離強調政府角色的一邊，轉而回到強調自由市場和自由放任的原則。在本質上，許多第一次世界大戰前的自由主義觀念又開始恢復了。
這種轉變的一部分原因是來自當時對於自由主義形式必勝的信心，但也是源於自由主義哲學的根基，尤其是對國家抱持著懷疑態度的傳統—無論是經濟上或政治上的角色。即使是自由主義的制度也有可能被濫用為限制自由而不是提升自由。對自由市場的強調隨著美國的米爾頓·佛利民以及歐洲的奧地利經濟學派逐漸提升。他們主張政府對經濟的管制干預是相當不穩定的斜坡，任何情況下都會導致越來越多的干預，而越來越多的干預則更加難以移除。

### 中国近现代自由主義
自由主義是清末起傳到中國:3。20世纪初，自由主义的思想在中国已有了传播。五四運動後，知識分子越來越多有受歐美教育，自由主義漸成思想潮流；自由主義強調個性解放、意志自由和自我承擔，反對一切專制主義:3。在中國社會，自由主義缺乏基礎:3。
自1920年代以來傳入中國的、以胡適為其代表人物的舊自由主義主張捍衛個人自由，但沒有明確解釋這種自由是怎樣的，只是抽象地談論自由、民主及容忍等概念，並且反對暴力革命而支持和平改革，其認為在資產階級民主共和國當中，不用流一滴血，就能通過選票使資產階級議會進行改革，因而聲稱資產階級民主制度是最好的制度。
1930年代以后，以罗隆基、张君劢、张东荪、王造时为代表的社会自由主义者，不愿意仅仅只看到中国的自由主义運動还只停留在观念上，想通过建立政治组织推进中国的自由主义运动。1934年秋，张君劢、张东荪、罗隆基等人在北平组建了国家社会党。1941年，他们又在重庆创立了中国民主政团同盟，开始了中国自由主义组织化的运作。从1943年底开始，围绕着国民党的“还政于民”、战后中国政治秩序的安排等政治热点问题，中国掀起了一股强大的自由主义运动。另一方面，共產黨在抗戰時期亦開始反對自由主義。毛澤東在發表於1942年的文章〈與自由主義作鬥爭〉中對主張漠視紀律、口是心非、損害革命事業等等的庸俗自由主義作出了猛烈抨擊，但一些無政府主義者認為毛澤東混淆了個人主義與自由主義兩者。
在政治激烈時，自由主義者很難有組織；稍為平和時，他們更多專注其專業中:3。中国自由主义运动随着国共内斗逐渐衰落。故在中國近代史上，自由主義不曾有、也不可能有大作為:3。1947年底，国共内战进入白热化，而国民党的统治也日趋专制化。1947年10月，主张走中间路线的中国民主同盟被迫解散，舊自由主义者所提出的在中国实行只容許擁有一定程度上的財產的公民參與投票活動的资产阶级民主制度的理想已经夭折。从1947年到1948年，中国思想界围绕着中国出路问题再次展开了一场激烈的讨论。此时，中国人民要求得到政治自由的呼声很高，民主自由主义在中国的影响已经非常巨大。民主自由主義者希望在中国建構自由民主制。
储安平于1946年9月在上海创办了中国自由主义代表性杂志《观察》，成为当时中国自由、民主、进步运动的一面重要旗帜，它发表了大量的揭露社会黑暗、反对专制统治、追求民主自由的文章和美术作品，引起了国民政府的不满，此外，國民黨對只重視資本家賺錢的自由的自俜主義深感厭惡。1948年12月，蔣介石下令查封《观察》社并逮捕與《观察》有關的自由主义者。《观察》被查封标志着近代中国自由主义运动的破产。

### 在華人圈內的發展
有人認為自改革開放時期展開以來，華人圈內的不少親美的所謂自由派人士其實是現實自由主義者。這些所謂的自由主義者被認為實際上是換了稱呼的新保守主義者。現實自由主義者一詞來自於欧文·克里斯托所説過的一句説話：「新保守主义者就是一个自由主义者，在現實面前面壁的自由主義者。」現實自由主義者普遍十分重視西方文化傳統、犹太教-基督教价值观和美國的國家利益等等，他們大多不認同屬於其他部份分支的自由主義者（如社會自由主義者及新自由主義者）所持有的觀點的正確性和敵視共产主义及伊斯兰教等等。現實自由主義者一般支持美國採取強硬方式應對威脅、在勞資衝突中支持資方、對美國早期所實行的民主共和制持讚同態度和對跨國公司及全球主義持懷疑態度等等。有人認為 這些所謂的資本主義者必定推崇所謂的民主自由，並且往往透過宣揚特定意識形態來試圖打敗對手。與新保守主義者不同的是，很多現實自由主義者是川普的支持者。有政評人表示 雖然這些右派人士仍然自稱自由派人士，但是其立場與保守派的立場相似。

### 對現代世界的影響
自由主義對現代世界的影響相當深切。個人自由、個人尊嚴、言論自由、信仰寬容、個人財產、普遍人權、政府透明度、限制政府權力、人民主權、國家民族自決、隱私、開明而理性的政策、法規、基本的平等、自由市場經濟和自由貿易等都是250年來自由主義的基本概念。自由民主制是典型的多政黨多元政治形式，被全世界許多國家採用。今天大多數國家都接受了這些自由主義的概念作為政策的目標，儘管它們常常會在陳述和現實上有著極大差異。這些概念不只是自由主義的目標，也是社會民主主義、保守主義和基督教民主主義的目標。

## 政治立場

### 概觀
今天“自由主義”一詞在不同的國家有著不同的用法及定義，當中以美國與歐洲大陸間對這一詞的用法差異最大。在美國，自由主義通常被稱呼現代自由主義以左派及進步主義者（進步派）為主，與右派及保守主义者為對比。
美國的自由派主張大量管制大企業及大型銀行的商業，但容許不少稅務優惠、實行福利國家政策、支持對不同種族與宗教信仰的寬容，反對任何歧視（包括對種族、宗教、身心障礙、性別、性傾向等）。此外進步派系還進一步地發展多元文化政策思想，支持平權措施（對女性和少數族群、弱勢族群實施優先配額的政策）。
在歐洲，自由主義不只被作為保守主義與基督教民主主義的對比，也被與社會主義和社會民主主義作對比。在一些歐洲國家，自由主義政黨被視為中間派，與中間偏右的基督教民主主義政黨相比，他們支持工商财团的利益及自由贸易，堅定支持歐盟及歐洲單一市場，經濟上接近保守主義（經濟自由主義），但在社會議題上持開放態度。
大多數自由主義的政黨都主張個人權利和自我負責的概念、在開放的競爭過程裡選擇的自由、自由市場以及由國家保證並保護個人的言論及結社自由。對自由主義政黨的批評則傾向以不同的形式來批評自由主義政策。經濟自由主義者常被左派批評會造成嚴重的社會不平等，多與右派及保守派掛勾。自由主義的言論自由定義被批評會導致淫穢、褻瀆、叛逆或，此外亦有批評指仇恨的言論。以國家促長公民自由的主張則被批評會與保護公民的主張相牴觸。
自由主義者強調代議制的自由民主制的重要性，主張那是政府的最好形式。被選出的民意代表也會受到法治的管制，他們的權力也會被宪法所約束，以此保護個人的自由權利並限制多數派的舉動。
自由主義者贊成多元的制度以包容不同的政治和社會觀點，包括極端或偏激的觀點亦然（仇恨言論除外；傳統自由主義者認為仇恨言論雖不可取但在原則上也屬於言論自由的一環，而進步主義者則認為政府必須主動取締壓制仇恨言論），這些觀點在民主的基礎上角逐政治權力，並有機會藉著定期的選舉來取得權力。他們強調以和平的手段經由民主或合法的過程來解決之間的差異。許多自由主義者試圖增加關心和參與政治的公民數量。一些自由主義者則傾向於直接民主而不是代議制的民主。
自由主義者提倡所有公民都應擁有公民權利：以法律延伸對所有公民的個人自由的保護與優惠。包括對所有公民的同等待遇，無視其種族、性別和階級。自由主義者在是否該包含積極自由的問題上產生分歧，例如食物、避難所和教育的權利上。來自國際人權思想的批評則認為自由主義對公民權利的觀點並沒有延伸到所有人類上，而只是針對特定國家的公民。也因此可能產生基於國籍的不平等待遇，尤其是在公民權的問題本身上。
法治以及法律之前人人平等是自由主義的基本概念。政府只能經由事先確立的法律程序才能行使其權力。另一項對於法治的看法是堅持司法的獨立，在政治獨立的立場下保衛個人免於政府的專制統治。法治的概念包括了无罪推定原则、一罪不受兩次審理的原則、以及人身保護令原則。法治被自由主義者視為是抵擋專制政治和限制政府權力的守衛。在刑罰制度上，自由主義者通常反對在他們看來視為非人道的懲罰，包括死刑在內，例如歐盟里斯本條約要求所有成員國禁止死刑。
自由主義不容許种族主义；歐洲的自由派通常反對政府為了促進雇員平等而以法律規範強迫雇主，但美國許多進步主義派卻支持鼓勵錄用時為女性和少數族群設定配額的平等結果措施，並認為這種措施在個人上造成的任何不公平只不過是平等社會無可避免的現象。自由主義者通常支持均等機會，但卻不一定支持平等的結果。歐洲許多自由主義者並不支持以規定職位配額的手段來解決性別和種族歧視。但現時幾乎所有的自由主義者都會同意，基於種族或性別的歧視在原則上是錯誤的。
在今天，經濟自由主義者強調自由市場和自由貿易的重要性，並希望減少政府對國內經濟及國外貿易的干涉。現代自由主義通常也同意自由貿易的原則，但卻對其抱持著懷疑態度，認為無限制的貿易會導致跨國企業的增長，和造成富裕及權力被集中於少數人手上的後果。在戰後歐洲普遍傾向福利國家政策，自由主義者支持政府在維持市場體制的同時，也對醫療保健、教育和救濟貧窮負起責任。自由主義者也贊同應該向所有公民提供高品質的醫療照顧和教育，不過在政府應該對此支援多少的問題卻產生分歧。貧窮是對個人自由的威脅，自由主義者試圖在個人責任與共同體責任間尋找平衡點。自由主義者也尤其支持對生理缺陷者、病患、殘障者和老年人提供保護。
歐美自由主義者在1980年代和1990年代逐漸轉回自由放任主義的政策，支持對醫療系統和其他公共服務實行私有化和自由化。現代自由主義理想中的政府規模通常會小於社會民主主義所追求的，也會小於社会主义和共产主义。歐洲自由主義的輿論則傾向於應該分化經濟的權力。一般而言，當代的歐洲自由主義政黨通常不支持政府以國營企業直接控制產業的生產，相較之下社會民主主義卻支持這樣做。
自由主義者通常認為政府應該維持中立狀態，不應該由政府來判定個人的價值觀。如约翰·罗尔斯所說的：“政府沒有權力去決定什麼樣的概念才是好的生命”。在美國，獨立宣言中便已陳述了政府的中立狀態，以讓個人有各自追求其幸福的權利。
自由主義者通常支持墮胎選擇權（pro-choice），主張婦女享有選擇繼續懷孕與否的權利和選擇避孕的身體自主權，亦支持LGBT權利。
一些歐洲的自由主義者近年反對多元文化主義，認為多元文化主義會損害自身國家文化和民族自身的獨立性，亦批評部分少數族裔尤其是信奉伊斯蘭教的由於不會認同也不尊重該國的價值及文化傳統而甚至會試圖強制同化原先的住民，亦批評左派支持及縱容多元文化主義造成社會分化及滋生隔離社區和伊斯兰恐怖主義。近年來，歐洲遭遇了极端伊斯兰原教旨主义基本教義派及其政治上的伊斯蘭主義的問題，歐洲的自由主義政黨開始重新思考他們的立場。他們面臨堅持原先的多元文化主義與尊重個人權利及宗教自由間的困境。自由主義傳統上認為國家和社會不該干涉其公民間的私人關係、自由言論、個人價值觀、和政治組織。但歐洲自由主義者反對將自由延伸至那些要求他人穿戴回教婦女罩袍、安排包辦婚姻的文化，他們認為那是與個人自由權利相矛盾的（尤其是對婦女而言），甚至是反自由。許多歐洲自由主義者現在認為國家應該主動促進“西方價值”、“歐洲價值”或是所謂的“啟蒙價值”了。其他自由主義者則擁抱多元文化政策，但反對那些歧視婦女和其他族群的文化。一些自由主義者主張應該對所有族群一視同仁，反對強調任何的特定價值，也反對特別給予婦女或少數族群特權。
自由主義者也支持環境保護的理論，例如那些全球性的綠黨組織提出的理論。他們希望減低人類對自然世界造成的損害，並復原那些已遭損害的地區。當中有人試著在經濟層次與商業界合作，但一些人則傾向透過政府立法限制來達成可持续发展的目標。但一些自由主義者也不同意由政府管制，主張市場能夠以一些手段來自行調節。
自由主義者間並沒有對國際政策的普遍共識，不過仍然有一些共同的概念，舉例而言，由自由主義政黨聯盟組成的國際自由聯盟所提出的一些意見。社會自由主義者通常認為應減少战争，另外的一些自由主義者則傾向於國際主義，支持聯合國扮演的角色。相反的經濟自由主義則傾向不干涉主義而非集體安全的概念。自由主義者相信所有個人都應享有必要的人類自由，支持少數民族的自決。這些必要的自由包括了人與人之間交換思想、新聞、產品、和服務的自由，以及在各國間旅行的自由。自由主義者反對檢查制度、貿易壁壘、和匯率的管制。
一些自由主義者也是歐盟等國際組織的強烈擁護者。在社會自由主義者看來，一個全球性的貿易市場，只有在全世界的公司都遵守了基本的社會和生態標準下才有可能變的公平而自由。另外一個極具爭議性的便是移民的議題，一國的國民是否有權利限制來自其他人口過多或不穩定國家的移民呢？又或者人是否有著遷徙至任何國家的自由呢？自由主義者對此還沒有一定共識。

### 反对
中央集權主義者批評自由主義對個人權利的重視，並相反的強調集體和共同體的概念。這種立場被稱為集權主義。
集權主義在左翼和右翼都能見到。在左翼，集權主義強調擴張國家的角色，通常成為共產主義的形式。在右翼，保守派和宗教人士則批評在經濟以外的個人自由會導致人與人的的冷漠、自私、和不道德，主張保守主義上帶有溫和的自由主義，而極右翼則不容自由主義，通常成為國家社會主義的形式。
在這些清楚的理論差異外，其他自由主義的理論可以說是相當零碎的，有些自由主義者會接受其中某些理論，但這些理論也可能早就被其他自由主義者拋棄。這也使得自由主義的批評者認為“自由主義”一詞根本沒有什麼具體的意義。
在國際政策，自由主義支持普遍的人權概念，但某些自由主義者也堅持不干涉主義，因為干涉可能會與國家的主權產生衝突。相較之下，世界主義者批評自由主義對國家主權的堅持，認為那不能阻止種族滅絕和其他侵犯人權的行為發生。
左派批評經濟自由主義主張的私營機構可以達成集體利益的觀點，指出某些個人在這些競爭中會遭受傷害。他們反對國家對那些非自由主義者施加市場的原則，他們主張自由主義在經濟和社會上的支配地位導致了國家間和國家內不平等的產生。他們主張自由社會普遍有著長期的貧窮現象，以及在階級與種族間的健康、嬰兒死亡率和平均壽命的差異。有些人甚至批評自由社會有著比計畫經濟更高的失業率。
自由主義與社會民主主義有著許多相同的目標和方法，但也有著許多差異。兩者間最根本的差異便是國家應該在經濟上扮演何種角色的問題，社會民主主義的立場通常處在社会自由主义和民主社会主义之間。民主社會主義希望達成最低程度的基本平等，民主社會主義支持在一些公用事業如瓦斯和發電上實行更大規模的政府投資和國有化，以避免私營的壟斷，同時也是為了達成社會正義和提升生活的水平。相較之下，自由主義則對於公營和私營的壟斷都抱持著懷疑態度，主張減少政府的干預，改採類似補貼和管制的方法，而不是徹底的國有化。自由主義強調的是機會的均等，而不是結果的平等，這也顯現出自由主義對精英政治的傾向。
无政府主义批評自由主義只是有一定程度上的自由，而非完全自由，強調無論出於何種目的，在國家層面都是非法的。

## 批评
部分持有其他意识形态的学者对自由主义持批评态度，如无政府主义者、共产主义者、保守主义者、中央集權主義者、宗教主义者。不同國家對自由主義持有不同的看法。
中国大陆马克思主义者认为，自由主义已经成为资本主义推行自我永恒化的意识形态工具（中國大陆马克思主义者认同五种社会形态理论）。尤其是在1970年代以后，其在西方占据了能够称之为“话语霸权”的垄断地位，成为一种被无节制的推广的经济学帝国主义，从而导致全球范围内严重的社会危机，如2011年的美国“占领华尔街”运动等。此外，他们也批评自由主义对社会变革的消极态度、所持有的“市场崇拜”、文化保守主义以及在实践中所造成的消极影响。然而，以上的批評可能是針對古典自由主義的批判，事實上，新自由主義已想到社會現實面帶來的影響，並相應地改革，如改革國際在經濟及國家內政上的合作制度、增加對話機制、提供公平經濟援助等，積極修正社會變革的理論。
以卢卡奇、马尔库塞、哈贝马斯、阿多诺和弗洛姆为代表的西方马克思主义者认为，自由主义所确立的社会秩序是建立在人的异化和对社会变革可能性的压制的基础上。以自由主义为意识形态所确立的工业社会是压抑文明发展的最高形式，是单向度的（one-dimensionality）社会：它一方面是技术理性对社会和人的全面统治，另一方面是社会和人性的全面异化，它在物质、意识和思想方面的单面性完全排除了否定的力量和否定的思想。如赫伯特·马尔库塞所著《单向度的人》、尤尔根·哈贝马斯所著《工具理性批判》等。
左翼学者和社会批判学者批评自由主义将自由还原为甚至单纯视为“经济自由”。他们认为，自由事实上代表生活方式的多样性，以及一种免于异化的否定性向度和能力，而大多数自由主义者对此避之不谈。他们也指责自由主义往往在特定场合与极权主义相联系，如对著名的自由主义者弗里德里希·哈耶克的争议。
此外，由于新自由主义在剧变后的东欧和俄罗斯的实践出現問題以及以中俄兩個以威權體制作為政治體制的國家經濟高速發展的影响，自由主義對各国政治的影响力有部分衰退之跡象，受到各方面学者的批评。卡尔·波兰尼所著的《大转型——我们时代的政治与经济起源》以及阿尔弗雷多·费洛所著《新自由主义》等著作对东欧剧变后自由主义在东欧的实践持有批判态度。
新生代的進步主義者並不同意自由主義者對於機會均等以及菁英政治的理念，認為社會先天上便傾向保守，會有意或無意地壓迫“生而進步”的族群，例如婦女或少數民族，因此這些族群需要特權以與來自社會的壓迫抗衡，而且因為社會的不平等源於個人好惡投射到政治層面上，所以個人自由也應該向族群整體間的平等無條件地讓步。
穆斯塔法·凯末尔·阿塔图尔克批评自由主义“是在殖民地实行的制度”，认为自由主义思想就是否定凯末尔革命。
2019年6月，俄羅斯總統表示「自由主义思想已经过时了」，「它与绝大多数人的利益发生了冲突」。

### 作为贬义词
在中国大陆语境中，自由主义也用作贬义词，以描述无组织和纪律、过度强调个人利益的思想作风。由于许多政治自由主义国家都经历了科层化的过程，这一描述并不完全能和政治自由主义相对应。

## 延伸閱讀
- Gross, Jonathan. Byron: the erotic liberal. Lanham: Rowman & Littlefield Publishers, Inc., 2001. ISBN 0-7425-1162-6
- Michael Scott Christofferson "An Antitotalitarian History of the French Revolution: François Furet's Penser la Révolution française in the Intellectual Politics of the Late 1970s" (in French Historical Studies, Fall 1999)
- Piero Gobetti La Rivoluzione liberale. Saggio sulla lotta politica in Italia, Bologna, Rocca San Casciano, 1924

## 研究書目
- 石元康：《當代西方自由主義理論》（上海：上海三聯書店，2000）。

## 外部連結
- 自由價值協會 自由主義觀點的評論和研究。
- 林毓生：〈纯正自由主義之精髓〉（2009）
- 劉擎：〈自由主義及其不滿〉 （页面存档备份，存于）（2010）
- 陳方正：〈自由主義在新世紀所面臨的挑戰 （页面存档备份，存于）〉。
- 周保松：〈自由主義左翼的理念 （页面存档备份，存于）〉。
- 周保松：〈經濟不平等的道德基礎──從兩種自由主義的觀點看 （页面存档备份，存于）〉。
- 汪榮祖：〈自由主義與中國 （页面存档备份，存于）〉。
- 黃克武：〈西方自由主義在現代中國 （页面存档备份，存于）〉。
- 冯崇义：〈民族主义与当代中国的自由主义者 （页面存档备份，存于）〉。
- 丘為君：〈權威與自由：自由主義在近代中國的歷程 （页面存档备份，存于）〉。
- 斯坦福哲学百科全书对自由主义的定义 （页面存档备份，存于） 由 Gerald F. Gaus
- On John Dewey's 自由主義和社會行動 （页面存档备份，存于）
- Peter Berkowitz 對“現代自由主義”
- 18和19世紀法國的自由主義
- 自由主義是什麼，政治理論家Ronald Beiner的評論文章
- 美國與英國對“自由主義”一詞的定義差別，Jeffry Fischer （页面存档备份，存于）
- 自由主義計畫 （页面存档备份，存于），路德維希·馮·米塞斯
- 1947年牛津宣言
- 自由主義對抗法西斯主義 （页面存档备份，存于） by Roderick T. Long